# Alessandro Manzoni
Pour les articles homonymes, voir Manzoni.
Alessandro Manzoni (né le 7 mars 1785 à Milan et mort le 22 mai 1873 dans la même ville) est un poète, dramaturge et prosateur, considéré comme l'un des écrivains italiens les plus importants de la période romantique.
Son roman Les Fiancés (en italien I promessi sposi) est considéré comme l’un des écrits majeurs de la littérature italienne, et comme l'œuvre la plus représentative du Risorgimento et du romantisme italien, qui eut aussi une grande influence sur la définition d'une langue nationale italienne.
Il est aussi une personnalité politique et un intellectuel engagé, en tant que sénateur du royaume de Sardaigne à partir de 1860, en plein Risorgimento, jusqu'en 1861 à la création du royaume d'Italie après l'unification de la péninsule.

## Biographie
Officiellement fils du comte Pietro Manzoni et de Giulia Beccaria, elle-même fille du philosophe des Lumières Cesare Beccaria, auteur du célèbre Traité des délits et des peines (Dei delitti e delle pene), Alessandro Manzoni est sans doute le fils naturel de Giovanni Verri, frère des écrivains Pietro et Alessandro Verri eux-mêmes amis de Cesare Beccaria.

### L'enfance
Après la séparation de ses parents en février 1792, Alessandro est confié à son père qui le délaisse. Il fait ses études dans des institutions religieuses, les Somasques de Merate (1791) et Lugano (1796), et les Barnabites du collège Longone de Milan (1798). Il fait la connaissance de Luigi Arese, Giambattista Pagani, Federico Confalonieri, Ermes Visconti, et rencontre pour la première fois le poète Vincenzo Monti. Il est décrit comme un adolescent rebelle, envahi d'idées libérales et anticléricales.
En 1801, âgé de 16 ans, il écrit le poème Le triomphe de la liberté (Del trionfo della libertà) composé pour la paix de Lunéville et la République cisalpine, où il développe des idées libérales et jacobines. Rapidement, Manzoni, en contact avec les exilés napolitains Francesco Lomonaco et Vincenzo Cuoco, atténue son enthousiasme en raison de la politique napoléonienne qui chasse ses espoirs de liberté, d'égalité et d'indépendance nationale. Progressivement, il va s'installer dans une opposition, il rejoint les italici puri, un mouvement politique qui s'est développé en Lombardie vers 1813 et qui est composé de nobles, de bourgeois qui souhaitent éliminer l'influence française pour former avec l'aide britannique un État italien monarchique indépendant de la domination autrichienne. Il reste cependant francophile bien qu'il soit persuadé que la Révolution française a été injuste et inutile.

### Le séjour à Paris
En 1805, il se rend à Paris auprès de sa mère, séjour interrompu par la mort de son père. Quand celle-ci perd son amant Carlo Imbonati, Alessandro lui dédie son poème Pour la mort de Carlo Imbonati (In morte di Carlo Imbonati).
Il fréquente les salons littéraires parisiens en compagnie de sa mère. Il y rencontre les « idéologues », intellectuels anti-napoléoniens d'orientation libérale qui fréquentent le salon littéraire de Sophie de Condorcet, veuve du philosophe Nicolas de Condorcet. Il a l'occasion de découvrir les auteurs et moralistes français, Pascal, Racine et Voltaire. Claude Fauriel est son ami et son guide dans les questions littéraires pour plusieurs années.
À Milan, le 6 février 1808, il épouse civilement une connaissance d'Imbonati,, Henriette (en italien, Enrichetta) Blondel, d'une ancienne famille de Martigny, établie à Villette vers 1550 puis en Lombardie au XVIIIe siècle. En 1810, au cours des fêtes organisées pour le mariage de Napoléon avec Marie-Louise d'Autriche, Alessandro s'étant réfugié dans l'église Saint-Roch lors d'un mouvement de foule occasionné par l'explosion de pétards, et pensant avoir perdu sa femme, il la retrouve dans l'édifice. Y voyant un signe divin, il embrasse la foi catholique,.

### Le retour en Italie
De retour en Italie, il écrit ses Hymnes (Inni Sacri), entre 1812 et 1815. Le dernier hymne, La Pentecôte, est publié en 1822. Entre 1820 et 1821, Manzoni écrit son meilleur drame, Adelchi, qu'il publie en 1822, inspiré par le renversement par Charlemagne de la domination lombarde sur l'Italie et contenant des allusions voilées à l'occupation autrichienne d'alors. Les hymnes et le drame historique révèlent que Manzoni, classique dans ses premières œuvres, s'inspire désormais du romantisme. Dans l'œuvre de Manzoni on relève aussi que l'auteur a eu sous les yeux, en la composant, des poèmes épico-chevaleresques de la Renaissance, tels que La caduta dei longobardi de Sigismondo Boldoni (XVIe siècle).
Il compose Mars 1821, ode à l'unité italienne, et ce qui devient un de ses écrits les plus connus, Le cinq mai (Il Cinque Maggio), ode sur la mort de l'empereur Napoléon à Sainte-Hélène, méditation religieuse et historique.
En 1821, dans sa demeure de Brusuglio, il commence la rédaction, sous l'influence de Walter Scott, de son roman historique Les fiancés, (en italien I promessi sposi), d'abord sous le titre de Fermo et Lucia, qui est remanié entre 1827 et 1842.
Il se retire en Toscane en 1827 afin d'améliorer la langue de son roman, considérant qu'il devait « rincer ses draps dans l'Arno ». Au début du XIXe siècle, en fait, l'italien est une langue purement littéraire du fait de la fragmentation politique du pays en une dizaine d'États, l'italien n'est connu que par environ 200 000 personnes, sur une population totale de 18 millions qui s'expriment normalement dans des langues régionales. Manzoni - qui parle le français mieux que l'italien - se propose de rendre la langue plus populaire. Aussi fait-il le choix de la revitaliser pour ainsi dire « à la source », voire à Florence, où la langue du peuple est la plus semblable à l'italien littéraire. Bien que l'opération de modifier le lexique et la grammaire en subsumant les formes du peuple florentin ne lui réussisse pas entièrement, l'exercice de « rincer les draps dans l'Arno » peut être considéré comme l'acte de naissance de la langue italienne contemporaine.
Après la publication de la dernière édition du roman (1840-1842), Manzoni se consacre à l'étude et à la composition d'essais critiques, historiques et moraux.
La fin de cette longue vie d'écriture est attristée par une série de deuils. La mort de sa première épouse, Henriette, en 1833 est suivie de celle de plusieurs de ses enfants et de sa mère. En 1837, il épouse en secondes noces Teresa Borri (1799-1861), veuve du comte Decio Stampa di Gravedona (1796 - 1820), à qui il va également survivre. Le décès de son fils aîné, Pietro Luigi, le 28 avril 1873 est le drame final qui précipite sa fin. Il tombe malade et meurt d'une méningite le 22 mai suivant.
L'Italie lui rend hommage, sa dépouille est accompagnée au cimetière monumental de Milan, suivie par les princes royaux, les officiers d'État et un immense cortège d'anonymes. Giuseppe Verdi compose son Requiem à sa mémoire en 1874.

## Sa famille
Alessandro Manzoni a 10 enfants avec sa première épouse, Henriette Blondel :
- Giulia Claudia (23 décembre 1808 - 20 septembre 1834) mariée au patriote italien Massimo d'Azeglio,
- Luigia Maria Vittoria (née et morte le 5 septembre 1811),
- Pietro Luigi (21 juillet 1813 - 28 avril 1873),
- Cristina (23 juillet 1815 - 27 mai 1841),
- Sofia (12 novembre 1817 - 31 mars 1845),
- Enrico (7 juin 1819 - 28 octobre 1881),
- Clara (12 août 1821 - 1er août 1823),
- Vittoria (17 septembre 1822 - 15 janvier 1892),
- Filippo (18 mars 1826 - 8 février 1868),
- Matilde (30 mai 1830 - 30 mars 1856).

Avec Teresa Borri, sa seconde épouse, il a des jumelles mortes le lendemain de leur naissance.

## Liste des œuvres

### Premières œuvres
- Autoritratto (1801)
- A Francesco Lomonaco (1802)
- Alla Musa (1802)
- Alla sua donna (1802)
- In morte di Carlo Imbonati (1805-1806)
- I sermoni (1802-1804)
- Del trionfo della libertà (1801)
- Adda (1803)
- Urania (1809)

### Poésies

#### Odi civili
- Avril 1814 (1814)
- Le proclame de Rimini (1815)
- Mars 1821 (1821)
- Le cinq mai (ou la mort de l'empereur Napoléon à Sainte-Hélène) (1822)

### Tragédies
- Le Comte de Carmagnole (1816)
- Adelchi (1820-1822)
- Spartaco (1823)

### Romans
- Fermo e Lucia (1823)
- Les Fiancés : Histoire milanaise du XVIe siècle [« I promessi sposi »], Paris, Éditions Garnier, 1877 (1re éd. en français, 1828)   (Wikisource) — Texte conforme à l'édition de 1840 (Paris, Éditions Charpentier).

### Essais

#### Essais littéraires
- Lettre à Monsieur Chauvet sur l'unité de temps et de lieu dans la tragédie (it) (1820)
- Lettre sur le romantisme au Marquis Cesare D'Azeglio (1823)
- Discours sur le roman historique (1830)
- De L'Invention (1850)

#### Essais historiographique
- Discorso sopra alcuni punti della storia longobardica in Italia (1822)
- Histoire de la colonne infâme (Storia della colonna infame) (1840)
- La Révolution française de 1789 et la Révolution italienne de 1859 (1889)

#### Essais philosophiques
- Les Observations sur la morale catholique (1819)
- Lettre à Victor Cousin (1828-1830)

#### Essais linguistiques
- Sentir messa (1835-1836)
- Sur la langue italienne (1846)
- Saggio sul vocabolario italiano secondo l'uso di Firenze (1856)
- De l'unité de la langue e des moyens pour la diffuser (1868)
- Intorno al libro "De vulgari eloquentia" di Dante (1868)
- Intorno al vocabolario (1868)
- Lettera al Marchese Alfonso della Valle di Casanova (1871)